# Sura

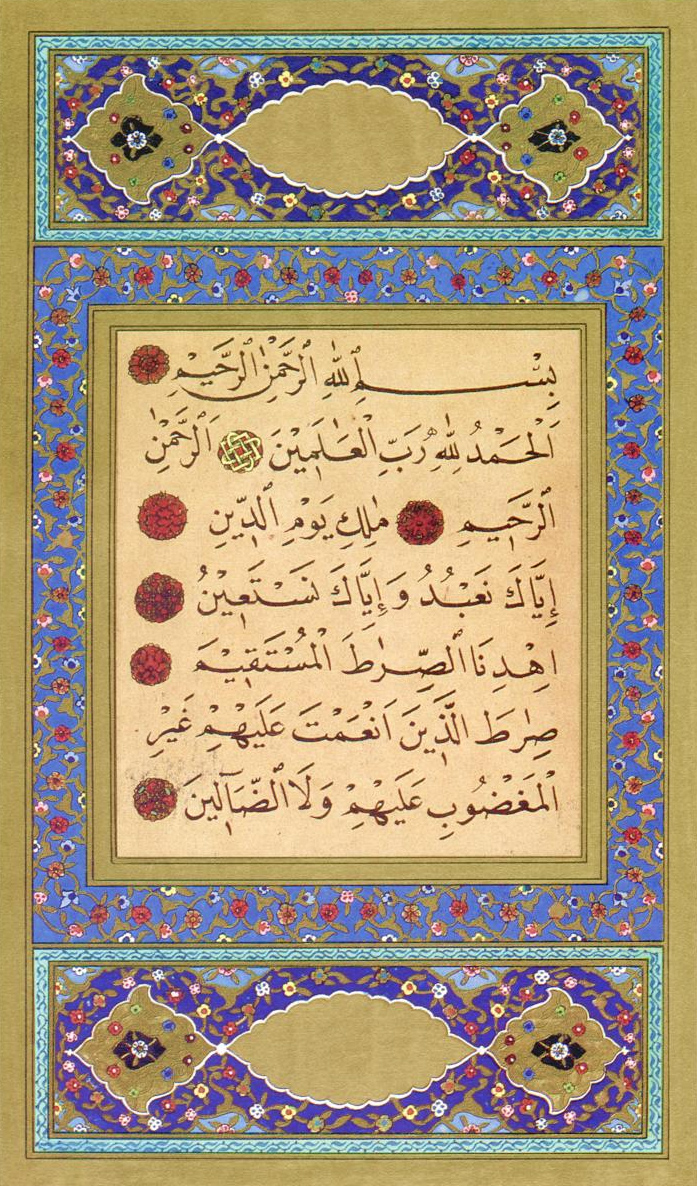
A Al-Fatiha (A Abertura) é a primeira sura ou capítulo do Alcorão.

Sura, surata ou surat (árabe: سورة sūrah) é nome dado a cada capítulo do Alcorão. O livro sagrado da religião islâmica possui 114 suras, por sua vez subdivididas em versículos (ayat). As suras não se encontram ordenadas por uma ordem cronológica de revelação.

## Lista de Suras
Cada sura(ta) recebe o nome de uma palavra distintiva no início do texto. São 114 ao todo:
1. Al-Fatiha (A abertura), 7 ayat, Makkan sura
2. Al-Baqara (A vaca), 286 ayat, Madinan sura
3. Al Imran (A Família de Joaquim), 200 ayat, Madinan sura
4. An-Nisa (As Mulheres), 176 ayat, Madinan sura
5. Al-Ma'ida (A Mesa Servida), 120 ayat, Madinan sura
6. Al-An'am (O Gado), 165 ayat, Makkan sura
7. Al-A'raf (Os Cimos), 206 ayat, Makkan sura
8. Al-Anfal (Os Espólios), 75 ayat, Madinan sura
9. At-Tawba (O Arrependimento), 129 ayat, Madinan sura
10. Yunus (Jonas), 109 ayat, Makkan sura
11. Hud (Hud), 123 ayat, Makkan sura
12. Yusuf (José), 111 ayat, Makkan sura
13. Ar-Ra'd (O Trovão), 43 ayat, Makkan sura
14. Ibrahim (Abraão), 52 ayat, Makkan sura
15. Al-Hijr (Alhijr), 99 ayat, Makkan sura
16. An-Nahl (As Abelhas), 128 ayat, Makkan sura
17. Al-Isra (A Viagem Noturna), 111 ayat, Makkan sura
18. Al-Kahf (A Caverna), 110 ayat, Makkan sura
19. Maryam (Maria), 98 ayat, Makkan sura
20. Ta-Ha (Ta-Ha), 135 ayat, Makkan sura
21. Al-Anbiya (Os Profetas), 112 ayat, Makkan sura
22. Al-Hajj (A Peregrinação), 78 ayat, Madinan sura
23. Al-Muminun (Os fiéis), 118 ayat, Makkan sura
24. An-Noor (A Luz), 64 ayat
25. Al-Furqan (O Discernimento), 77 ayat
26. Ash-Shu'ara (Os Poetas), 227 ayat
27. An-Naml (As Formigas), 93 ayat
28. Al-Qasas (As Narrativas), 88 ayat
29. Al-Ankabut (A Aranha), 69 ayat
30. Ar-Rum (Os bizantinos), 60 ayat
31. Luqman (Lucman), 34 ayat
32. As-Sajda (A Prostração), 30 ayat
33. Al-Ahzab (Os Partidos), 73 ayat
34. Saba (Sabá), 54 ayat
35. Fatir (O Criador), 45 ayat
36. Ya-Seen (Ya-seen), 83 ayat
37. As-Saaffat (Os Enfileirados), 182 ayat
38. Sad (A Letra Sad), 88 ayat
39. Az-Zumar (Os Grupos), 75 ayat
40. Al-Ghafir (O Remissório), 85 ayat
41. Fussilat (Os Detalhados), 54 ayat
42. Ash-Shura (A Consulta), 53 ayat
43. Az-Zukhruf (Os Ornamentos), 89 ayat
44. Ad-Dukhan (A Fumaça), 59 ayat
45. Al-Jathiya (O Genuflexo), 37 ayat
46. Al-Ahqaf (As Dunas), 35 ayat
47. Muhammad (Maomé), 38 ayat
48. Al-Fath (O Triunfo), 29 ayat
49. Al-Hujraat (Os Aposentos), 18 ayat
50. Qaf (A Letra Caf), 45 ayat
51. Adh-Dhariyat (Os Ventos Disseminadores), 60 ayat
52. At-Tur (O Monte), 49 ayat
53. An-Najm (A Estrela), 62 ayat
54. Al-Qamar (A Lua), 55 ayat
55. Ar-Rahman (O Clemente), 78 ayat
56. Al-Waqia (O Evento Inevitável), 96 ayat
57. Al-Hadid (O Ferro), 29 ayat
58. Al-Mujadila (A Discussão), 22 ayat
59. Al-Hashr (O Desterro), 24 ayat
60. Al-Mumtahina (A Examinada), 13 ayat
61. As-Saff (As Fileiras), 14 ayat
62. Al-Jumua (A Sexta-feira), 11 ayat
63. Al-Munafiqoon (Os Hipócritas), 11 ayat
64. At-Taghabun (As Defraudações Recíprocas), 18 ayat
65. At-Talaq (O Divórcio), 12 ayat
66. At-Tahrim (As Proibições), 12 ayat
67. Al-Mulk (A Soberania), 30 ayat
68. Al-Qalam (O Cálamo), 52 ayat
69. Al-Haaqqa (A Realidade), 52 ayat
70. Al-Maarij (As Vias de Ascensão), 44 ayat
71. Nooh (Noé), 28 ayat
72. Al-Jinn (Os Gênios), 28 ayat
73. Al-Muzzammil (O Acobertado), 20 ayat
74. Al-Muddaththir (O Emantado), 56 ayat
75. Al-Qiyama (A Ressurreição), 40 ayat
76. Al-Insan (O Ser Humano), 31 ayat
77. Al-Mursalat (Os Enviados), 50 ayat
78. An-Naba (A Notícia), 40 ayat
79. An-Naziat (Os Arrebatadores), 46 ayat
80. Abasa (O Austero), 42 ayat
81. At-Takwir (O Enrolamento), 29 ayat
82. Al-Infitar (O Fendimento), 19 ayat
83. Al-Mutaffifin (Os Fraudadores), 36 ayat
84. Al-Inshiqaq (A Fenda), 25 ayat
85. Al-Burooj (As Constelações), 22 ayat
86. At-Tariq (O Visitante Noturno), 17 ayat
87. Al-Ala (O Altíssimo), 19 ayat
88. Al-Ghashiya (O Evento Assolador), 26 ayat
89. Al-Fajr (A Aurora), 30 ayat
90. Al-Balad (A Metrópole), 20 ayat
91. Ash-Shams (O Sol), 15 ayat
92. Al-Lail (A Noite), 21 ayat
93. Ad-Dhuha (As Horas da Manhã), 11 ayat
94. Al-Inshirah (O Conforto), 8 ayat
95. At-Tin (O Figo), 8 ayat
96. Al-Alaq (O Coágulo), 19 ayat
97. Al-Qadr (O Decreto), 5 ayat
98. Al-Bayyina (A Evidência), 8 ayat
99. Az-Zalzala (O Terremoto), 8 ayat
100. Al-Adiyat (Os Corcéis), 11 ayat
101. Al-Qaria (A Calamidade), 11 ayat
102. At-Takathur (A Cobiça), 8 ayat
103. Al-Asr (A Era), 3 ayat
104. Al-Humaza (O Difamador), 9 ayat
105. Al-Fil (O Elefante), 5 ayat
106. Quraysh (Coraixitas), 4 ayat
107. Al-Ma'un (Os Obséquios), 7 ayat
108. Al-Kawthar (A Abundância), 3 ayat
109. Al-Kafirun (Os Incrédulos), 6 ayat
110. An-Nasr (O Socorro), 3 ayat
111. Al-Masadd (O Esparto), 5 ayat
112. Al-Ikhlas (A Sinceridade), 4 ayat
113. Al-Falaq (A Alvorada), 5 ayat
114. Al-Nas (A Humanidade), 6 ayat